# Richard Wilbur
Pour les articles homonymes, voir Wilbur.
Richard Purdy Wilbur, né le 1er mars 1921 à New York et mort le 14 octobre 2017 à Belmont dans le Massachusetts, est un poète américain.

## Biographie
Richard Wilbur est élevé et grandit dans le New Jersey. Il fait une partie de ses études au Amherst College, dont il sort diplômé. Pendant la Seconde Guerre mondiale, il s'engage dans l'armée américaine.
À la démobilisation, il poursuit ses études et obtient un diplôme de l'université Harvard, puis se consacre à l'enseignement pendant une trentaine d'années. En parallèle à ses activités de professeur, il amorce, à partir de 1947, la publication de recueils de poésie qui reçoivent un chaleureux accueil critique. Il est couronné comme Poète Lauréat en 1987 (Poet Laureate Consultant in Poetry to the Library of Congress) et reçoit deux fois le Prix Pulitzer de la poésie en 1957 et 1989.
Au milieu des années 1950, il commença la traduction en anglais de plusieurs pièces de Molière, puis de Racine et de Corneille.
Il meurt le 14 octobre 2017 à 96 ans.

## Œuvres

### Poésie
- The Beautiful Changes and Other Poems (1947)
- Ceremony, and Other Poems (1950)
- A Bestiary (1955)
- Things of This World (Harcourt, 1956) - Prix Pulitzer de la poésie 1957, National Book Award 1957
- Advice to a Prophet, and Other Poems (1961)
- Walking to Sleep: New Poems and Translations (1969)
- The Mind-Reader: New Poems (1976)
- New and Collected Poems (Harcourt Brace Jovanovich, 1988) - Prix Pulitzer de la poésie, 1989
- Mayflies: New Poems and Translations (2000)
- Collected Poems, 1943-2004 (2004)
- Anterooms (2010)
- The Nutcracker (2012)

### Prose
- Responses: Prose Pieces, 1953-1976 (1976)
- The Catbird's Song: Prose Pieces, 1963-1995 (1997)

### Anthologie traduite en français
- Quintessence : corpus poétique des années 1947 à 2004, Agneaux, Éditions du Frisson esthétique, 2011  (ISBN 9782917440094)

Poèmes traduits de l'anglais (États-Unis) par Jean Migrenne ; avant-propos de Daniel Lefèvre